# Vladimir Artiomov
Vladimir Artiomov (în rusă Владимир Артёмов; n. 7 decembrie 1964, Vladimir, RSFS Rusă, URSS) este un gimnast artistic ce a reprezentat Uniunea Republicilor Sovietice Socialiste, medaliat olimpic. A participat la o ediție a Jocurilor Olimpice (1988) în care a câștigat 4 medalii de aur și o medalie de argint.